# William Bromley

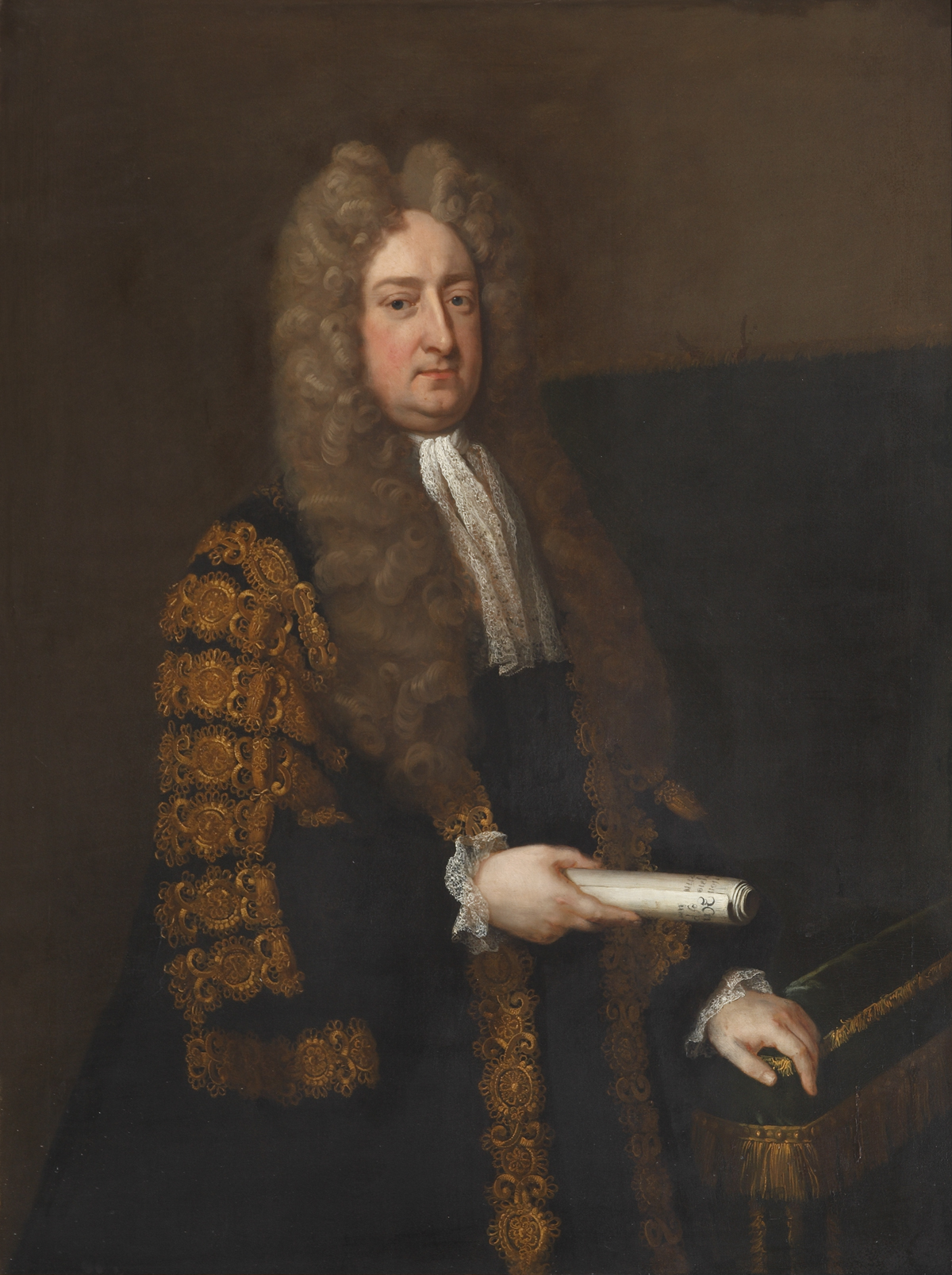
Porträt von Michael Dahl, um 1712

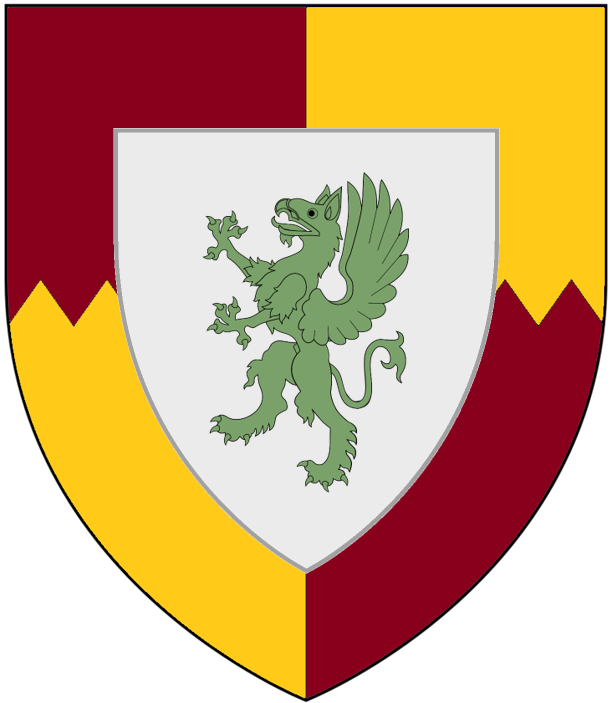
Wappen des William Bromley

William Bromley (* 1663 in Baginton, Warwickshire; † 13. Februar 1732 in London) war ein englischer Tory-Politiker, der zwischen 1690 und 1732 im englischen und britischen Unterhaus saß. Von 1710 bis 1713 war er Speaker des House of Commons.

## Leben
Bromley war der älteste Sohn des Sir William Bromley († 1682), Gutsherr von Baginton in Warwickshire, aus dessen Ehe mit Hon. Ursula Leigh, Tochter des Thomas Leigh, 1. Baron Leigh. Er wurde am 31. August 1663 getauft. Beim Tod seines Vaters erbte er 1682 dessen Ländereien.
Er immatrikulierte sich 1679 am Christ Church College der Universität Oxford und schloss dort 1681 als Bachelor of Arts ab. 1683 wurde er als Student am Middle Temple angenommen.
Während der Glorious Revolution 1688 befand er sich auf einer Grand Tour durch Frankreich und Italien. Nach seiner Rückkehr nach England begann er eine politische Karriere. Während seiner gesamten Zeit im öffentlichen Leben war Bromley ein überzeugter Tory und Anhänger der High-Church-Bewegung. Bei den englischen Parlamentswahlen 1690 wurde Bromley als Knight of the Shire für Warwickshire ins House of Commons gewählt. Als fähiger Debattierer stieg sein Ruf schnell. Im Jahr 1696 weigerte sich Bromley zusammen mit achtzig weiteren Tory-Abgeordneten, einen Eid zu leisten, dass Wilhelm III. der rechtmäßige König sei. Infolgedessen war er nicht mehr im Parlament tätig und trat zu den Parlamentswahlen 1698 nicht an. 
Bromley kehrte bei einer Nachwahl im März 1701 als Abgeordneter für den stark konservativen Wahlkreis der Universität Oxford ins Parlament zurück. Von der Universität Oxford erhielt er 1702 promovierte den Doktorgrad eines Doctor of Civil Law. Er wurde eine führende Persönlichkeit in den Reihen der Tories. Er wurde achtmal wiedergewählt und hatte das Mandat für die Universität Oxford bis zu seinem Tod, 1732, inne.
Von 1702 bis 1705 war Bromley Vorsitzender des Ausschusses für Privilegien und Wahlen des Unterhauses. Im Jahr 1705 kandidierte er für das Amt des Speakers, aber unterlag. Nach den Wahlen von 1710 gab es im Unterhaus eine große Tory-Mehrheit. Am 25. November 1710 wurde Bromley zum Speaker des Unterhauses gewählt. 1711 wurde er als Mitglied des Privy Council vereidigt. 
Im Jahr 1713 gab Bromley sein Amt als Speaker auf um als Secretary of State for the Northern Department in Kabinett einzutreten. Dieses Amt verlor er 1714, als der neue König Georg I. ein Whig-Regierung einsetzte. Obwohl er kein weiteres Regierungsamt mehr innehatte, blieb er ein allgemein anerkannter führender Tory im Unterhaus. Während des Hochverratsverfahrens gegen den Lord High Treasurer Robert Harley, 1. Earl of Oxford and Earl Mortimer, 1715–1717, war er einer seiner Unterstützer. In den 1720er Jahren verschlechterte sich sein Gesundheitszustand, weshalb er sein politisches Engagement reduzieren musste.
Er starb überraschend 1732 in seiner Stadtresidenz an der Bond Street in London und wurde in Baginton begraben.

## Ehen und Nachkommen
Bromley war viermal verheiratet. In erster Ehe heiratete er Catherine Cloberry, Tochter und Coerbin des Unterhausabgeordneten Sir John Cloberry (um 1645–1699). Mit ihr hatte er einen Sohn:
- Clobery Bromley (1685–1711), Unterhausabgeordneter, ⚭ 1708 Dorothy Bromley.[2]

In zweiter Ehe heiratete er am 21. November 1689 Trever Fortrey († um 1691), Tochter des Samuel Fortrey. Die Ehe blieb kinderlos. 
In dritter Ehe heiratete er Cecilia Swan, Tochter des Sir William Swan, 1. Baronet. Sie hatten einen Sohn, der vor ihm starb. 
In vierter Ehe heiratete er am 12. Januar 1698 Elizabeth Stawell, Tochter von Ralph Stawell, 1. Baron Stawell. Mit ihr hatte er zwei Söhne und drei Töchter: 
- Thomas Bromley († 1716);
- William Bromley (um 1701–1737), Unterhausabgeordneter, ⚭ 1724 Lucy Throckmorton;[3]
- Elizabeth Bromley († 1742);
- Anne Bromley († nach 1732);
- eine weitere Tochter († nach 1732).